# Ключ (община, Босния и Герцеговина)
Община Ключ (босн. и хорв. Opština Ključ, серб. Општина Кључ) — боснийская община, расположенная в северо-западной части Федерации Боснии и Герцеговины. Административным центром является город Ключ.

## Население
По данным переписи 1991 года, в общине Ключ проживал 37391 человек в 61 населённом пункте.

## Населённые пункты
Биляни-Горни, Биляни-Дони, Будель-Горни, Велагичи, Велечево, Горне-Ратково, Горни-Войичи, Горни-Рамичи, Доне-Ратково, Доне-Соколово, Дони-Войичи, Дони-Рамичи, Дубочани, Заволе, Згон, Камичак, Ключ, Копьеница, Корьеново, Красуле, Ланиште, Любине, Мечече-Брдо, Миячица, Печи, Пиштаница, Пламенице, Прхово, Присьека-Горня, Присьека-Доня, Руденице, Саница, Саница-Горня, Саница-Доня, Хасичи, Хаджичи, Хрипавци, Хумичи, Црлени, Ярице.